# 賴瑞·波瓦
勞倫斯·羅伯特·波瓦（英語：Lawrence Robert Bowa，1945年12月6日—），為前美國職棒大聯盟的游擊手與總教練，他生涯曾效力於費城人、小熊與大都會等隊。後來他曾執教過教士與費城人兩隊。目前他在費城人擔任總經理顧問。

## 職業生涯

### 費城費城人
波瓦在1970年登上大聯盟，並慢慢站穩內野先發位置。他在1970年代末期隨隊闖進4次季後賽。1978年，波瓦繳出2成94的打擊率，並在MVP票選上拿下第三名。1978年國家聯盟冠軍賽，波瓦繳出3成33的打擊率，但是球隊最後1勝3敗被道奇淘汰。1980年國家聯盟冠軍賽，他繳出3成16的打擊率。1980年世界大賽，他的打擊率更是高達3成75。最後費城人順利拿下世界大賽冠軍。1979年，波瓦整季的守備率為9成91，一度為游擊手單季最高守備率紀錄。

### 芝加哥小熊
1981年，已經36歲的波瓦漸漸不在球隊的未來藍圖內。球季結束後，球隊將他和超級新秀雷恩·桑柏格交易到小熊，換來Iván DeJesús。後來小熊靠著波瓦的領袖氣質加上桑柏格的打擊能力，在1984年闖進季後賽。
1985年，小熊將先發游擊手位置交給Chris Speier，加上新秀游擊手Shawon Dunston也在這年升上大聯盟，波瓦在球隊漸漸失去位置，波瓦也開始對球隊不滿。

### 紐約大都會
1985年8月，波瓦被小熊釋出。後來他加盟大都會，打完球季最後一個月後宣布退休。

## 退休之後
退休後，波瓦在教士3A執教。他執教首年就幫助球隊拿下3A聯盟冠軍。1986年10月，他僅僅退休一年被獲得大聯盟總教練工作。不過他在教士執教兩年戰績不佳，最終他在1988年遭到解雇。
1988年起，他在費城人擔任三壘指導教練。後來他在1996年球季結束後應徵總教練位置，不過沒有選上。1997年，他在天使擔任三年的三壘指導教練。2000年則在水手擔任此一職務。
2001年，波瓦再度獲得總教練的工作。他執教首年就幫助球隊進步了20多場勝利，距離東區冠軍僅有兩場勝差。他也因此獲選為國聯年度最佳總教練。不過接下來三年球隊戰績不上不下，最後他在2004年球季末遭到解雇。
2006年，波瓦加入洋基，兩年後加入道奇。2013年，波瓦受邀擔任經典賽美國隊的板凳教練。隔年他重返費城人擔任三壘指導教練。2017年，波瓦卸下教練位置，轉任總經理顧問至今。

## 生涯成績
| 出賽次數 | 打席 | 打數 | 得分 | 安打 | 二安 | 三安 | 全壘打 | 打點 | 盜壘 | 保送 | 三振 | 打擊率 | 上壘率 | 長打率 | OPS  |
| -------- | ---- | ---- | ---- | ---- | ---- | ---- | ------ | ---- | ---- | ---- | ---- | ------ | ------ | ------ | ---- |
| 2247     | 9109 | 8418 | 987  | 2191 | 262  | 99   | 15     | 525  | 318  | 474  | 569  | .262   | .300   | .320   | .620 |

## 執教成績
| 球隊   | 年度   | 例行賽 | 例行賽 | 例行賽 | 例行賽 | 例行賽  | 季後賽 | 季後賽 | 季後賽 | 季後賽 |
| 球隊   | 年度   | 場次   | 勝     | 敗     | 勝率   | 排名    | 勝     | 敗     | 勝率   | 結果   |
| ------ | ------ | ------ | ------ | ------ | ------ | ------- | ------ | ------ | ------ | ------ |
| 教士   | 1987年 | 162    | 65     | 97     | .401   | 國聯第6 | –      | –      | –      | –      |
| 教士   | 1988年 | 46     | 16     | 30     | .348   | 被解雇  | –      | –      | –      | –      |
| 合計   | 合計   | 208    | 81     | 127    | .389   |         | 0      | 0      | –      |        |
| 費城人 | 2001年 | 162    | 86     | 76     | .531   | 國聯第2 | –      | –      | –      | –      |
| 費城人 | 2002年 | 161    | 80     | 81     | .497   | 國聯第3 | –      | –      | –      | –      |
| 費城人 | 2003年 | 162    | 86     | 76     | .531   | 國聯第3 | –      | –      | –      | –      |
| 費城人 | 2004年 | 160    | 85     | 75     | .531   | 被解雇  | –      | –      | –      | –      |
| 合計   | 合計   | 645    | 337    | 308    | .522   |         | 0      | 0      | –      |        |
| 總計   | 總計   | 853    | 418    | 435    | .584   |         | 0      | 0      | –      |        |

## 外部連結
- 球員資訊和成績在MLB ，ESPN ，Retrosheet ，Baseball Reference ，Baseball Reference (Minors) ，Fangraphs ，The Baseball Cube （英文）
- 賴瑞·波瓦在台灣棒球維基館上的頁面（繁體中文）